# Kavango (etnia)

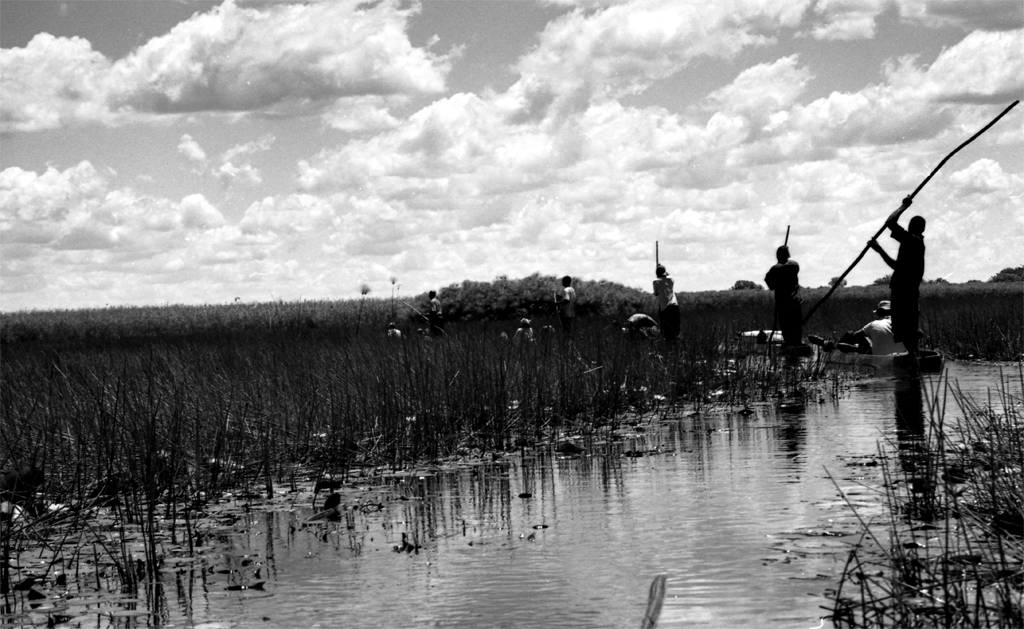
Tribu Kavango en río Okavango

Los kavango son una tribu africana cuyo pueblo vive en el noreste de Namibia; en el lado sur de la frontera con Angola.
El río Okavango es el punto focal de este grupo, alrededor del cual la mayoría de ellos basan sus actividades de subsistencia; tan sólo un estimado del 20% de los kavango vive en zonas áridas alejadas del río. No sólo el río toma su nombre a partir de esta etnia, sino además una de las 13 regiones administrativas de Namibia: la región de Kavango.
Los kavango están estrechamente relacionados con los ovambo (u owambo), pues ambas tribus descienden de la tribu wambo, que viven al este de África en la región del río Kwando. Los kavango se establecieron en esta región hace alrededor de doscientos años.
Los Kavango están subdivididos en 5 grupos menores llamados respectivamente gciriku, kwangali, mbukushu, mbunza y shambyu. Cada uno de ellos está dirigido por su propio jefe tribal, el cual es responsable de la distribución de tierras entre los miembros de la tribu. Aun cuando los jefes son tradicionalmente hombres, el sistema social es matriarcal. La constitución de Namibia, legitima y permite a los kavango, el uso de sus leyes tradicionales. 
Hasta la década de 1970 existía un grupo considerable de kavangos en Angola a los que con frecuencia se les llama nyemba. Sin embargo, éstos huyeron del conflicto bélico que devastaba la región al norte del Okavango y vinieron a reunirse con sus hermanos del sur. Como resultado de este movimiento migratorio, el número de kanvangos en Namibia se duplicó, convirtiéndose en el segundo mayor grupo étnico en el país, con un 10% del total de la población.
El idioma más comúnmente hablado entre los kavango es el RuKwangali. Algunos grupos entre los Shambyu, Gciriku y Mbukushu hablan su propio dialecto, pero el RuKwangali es el único con escritura.
La religión que practican los kavango es el cristianismo, mezclado con elementos tradicionales de su cultura.
- Datos: Q648707
- Multimedia: Kavango / Q648707